# Мижирги
Мижирги или Мижирги-Тау (карач.-балк. Мижерген — «соединяющий») — седьмая по высоте гора и самый низкий из пятитысячников Кавказа. Высота западной вершины Мижирги достигает - 5018,7 м, а восточной - 4924,0 м. Одна из вершин т.н. Северного массива, части Бокового хребта в этом районе. 
По одной из версии названа в честь балкарского пастуха Мажира Аттаева из селения Безенги, по неподтвержденным данным совершившего восхождение на вершину горы в середине XIX века. Первое официальное восхождение на вершину совершил в Герман Вуллей в 1889г. Первое восхождение на западную вершину по южному гребню в 1934 году совершили швейцарские альпинисты — Лоренц Саладин, Ханс Граф и Вальтер Фрай.
Маршруты восхождений имеют категории сложности от 4Б (Восточная Мижирги по восточному гребню).
Мижирги входит в список десяти вершин Российской Федерации для присвоения звания «Снежный барс России».